# Histoire contrefactuelle
 (février 2020).
Si vous disposez d'ouvrages ou d'articles de référence ou si vous connaissez des sites web de qualité traitant du thème abordé ici, merci de compléter l'article en donnant les références utiles à sa vérifiabilité et en les liant à la section « Notes et références ».
Pour les articles homonymes, voir contrefactualité.
En science de l'Histoire, l’histoire contrefactuelle (ou approche contrefactuelle) est une méthode qui consiste à imaginer des développements historiques alternatifs[réf. souhaitée] (par exemple la chute de la république romaine à la suite de l'invasion gauloise, et ses conséquences possibles) à partir d'une situation réelle (celle de Rome et des celtes gaulois). La question qui permet d'amorcer ce type de réflexion est : « Que se serait-il passé si… ? ». Cette démarche est également présente en littérature (uchronie), en philosophie, en économie (évaluation d'impact) et dans certaines branches des sciences, technologie, ingénierie et mathématiques (STIM) comme la physique.
L’histoire contrefactuelle est une démarche d’analyse plus ou moins scientifique visant à imaginer les futurs alternatifs faisant suite au changement d’une variable, d’un “turning point”  lors d’un événement historique, en général majeur, dont les conséquences proposent un enchaînement de faits alternatifs. Cette démarche est avant tout célèbre de par son utilisation dans la culture populaire via l’uchronie, empruntant cette méthodologie à des fins non scientifiques. Paradoxalement, c’est un outil de réflexion peu utilisé par les chercheurs à l'inverse son utilisation dans la littérature grand public.
Diverses dénominations peuvent aussi être utilisés comme approche virtuelle, spéculative, conjecturale, hypothétique ou encore  para factuelle.
L'histoire contrefactuelle permet d'aborder de manière originale les problèmes de la causalité historique, du rôle de l'imagination, de l'écriture et des usages politiques de l'Histoire. Il ne s'agit pas de réécrire ou contredire le récit officiel des événements passés, mais, à l'aune de l'historiographie, d'en comprendre les mécanismes, les facteurs causaux, les forces à l’œuvre. Il s'agit également de déterminer l'importance relative des décisions prises par des individus ou de groupes en fonction de leurs pouvoirs.
C’est une démarche qui se situe dans l’air du temps (fin des idéologies dans un contexte post Guerre froide, modification des rapports entre réel et fiction ou encore incertitudes dans un monde globalisé). Elle n’a pas vocation a devenir un tournant historiographique mais est utile en tant que “boite à outil” des sciences sociales pour son caractère critique et interprétatif.
La majorité des démarches contrefactuelles se focalisent majoritairement sur des événements majeurs ou des figures historiques importantes en utilisant le “turning point”, l’élément divergent, de bifurcation, comme déclencheur d’un enchainement de faits nouveaux. Les conjectures qui en découlent suivent en général une suite logique, et plausible au risque de ne pas intégrer certaines variables possibles, peu probables ou inattendues.

## Origines de cette approche
De l'Antiquité au XIXe siècle en Occident, de nombreux auteurs ont pratiqué une forme simple d'approche contrefactuelle, sous la forme de digressions. Il s'agit par exemple de Tite-Live, ou de l'historien Edward Gibbon ou encore de Blaise Pascal. Le raisonnement contrefactuel était alors utilisé pour amuser, comparer, critiquer, encenser ou relativiser l'importance d'un personnage historique. Au XIXe apparaît un genre littéraire nouveau : l'uchronie, dont l'idée est d'écrire des romans en modifiant un événement historique, pour distraire, mais aussi pour appuyer une cause politique. Puis, au début du XXe siècle les historiens souhaitent doter leur travail de bases scientifiques, ce qui aurait pu les éloigner des notions de fiction. Mais le sociologue Max Weber démontre l'importance de la démarche contrefactuelle dans la science historique pour mesurer une signification historique, l'établissement de possibilités objectives, et permettre ainsi d'évaluer la portée d'un événement.
Le premier ouvrage entièrement consacré à cette pratique est publié en 1836 par Louis Geoffroy et s’intitule Napoléon et la conquête du monde 1812-1832. Par la suite, d'autres vont  s'ouvrir pleinement à ce type de réflexion comme le livre collectif intitulé If It Had Happened Otherwise (Et si cela s'était passé autrement, 1931), sous la direction de John Collings Squire. Parmi les contributions à cet ouvrage, on trouvait notamment celle de Winston Churchill If Lee Had Not Won the Battle of Gettysburg ( Et si Lee n'avait pas gagné la bataille de Gettysburg), qui imagine les États-Unis après la guerre de Sécession et la victoire des forces du Sud et celle d'André Maurois If Louis XVI had had an Atom of Firmness 1948-1950, Churchill ne cessera d’ailleurs de réfléchir sur l'enchaînement des événements dont il fut témoin au XXe siècle ; l'une de ses questions les plus célèbres fut : « Que se serait-il passé si dès 1935 la France avait effectivement empêché l'Allemagne de se réarmer, sachant qu'elle avait alors les moyens militaires d'agir ? ».
Dans les années 1960, la science-fiction commence à explorer de manière uchronique certains grands événements du passé : ainsi, un auteur comme Philip K. Dick, avec Le Maître du Haut Château, imagine ce que serait devenu le monde si les forces de l'axe avaient remporté la Seconde Guerre mondiale.
L'historien allemand Reinhart Koselleck dans son essai Le Futur passé (Vergangene Zukunft, 1979), met en rapport histoire et temps, et en appelle à une réflexion sur l’importance de l’imagination en histoire, sur les ressources cognitives de la fiction. Nourrie par un prudent travail d'archives, la projection dans les « futurs possibles, craints et espérés » qu'il propose, autorise un décentrement fictionnel qui permet une remise en cause particulièrement efficace de la téléologie ou de la continuité historique. Il s'agit alors d'examiner les futurs possibles du passé.
La démarche contrefactuelle connaît son apogée dans les années 1990 dans les milieux universitaires anglo-saxons et suscite alors de nombreuses polémiques. Le Britannique Niall Ferguson, avec ce qu'il appelle Virtual History, se veut le champion de ce type de travaux mais ses nombreuses publications et ses déclarations fracassantes ont conduit de nombreuses personnes à renvoyer cette pratique aux conservateurs et donc à politiser tout un pan de la recherche. Fergusson défend sa démarche scénaristique par l’idée de “simulations basés sur des calculs de la possibilité relative d’issues plausible dans un monde chaotique”
Or, depuis les années 2000, l'approche contrefactuelle permet par exemple de revaloriser de nombreux aspects quelque peu éludés de l'histoire et d'organiser des campagnes de réparations : les femmes, les minorités, les peuples dits vaincus, certaines individualités, et d'autres forces à l’œuvre, font leur entrée dans le récit officiel. Ce rééquilibrage n'a été possible qu'après avoir pu déconstruire certains récits, lesquels sont trop souvent ponctués par des représentations figées ou univoques. Bien qu'il s'agisse d'une uchronie littéraire, il est possible de citer dans cette nouvelle approche le roman Civilization de Laurent Binet. En imaginant la transmission du fer et des anticorps des vikings du Vinland aux populations amérindiennes, l'auteur propose l'échec de l’expédition de 1492 de Christophe Colomb et la conquête de l'Europe par le prince Inca Atahualpa en 1531.
Outre les apports francophones et anglo-saxons à la démarche. Il est également possible de mentionner Het land dat nooit was publié en 2015. Ce recueil de dix récits contrefactuels se focalise sur le cas de la Belgique en proposant, sur quelques éléments clés de son histoire depuis 1830, de courts récits alternatifs écrits par des historiens flamands. Les thématiques sont diverses et font intervenir des spécialistes de chacune des époques traitées. On peut y trouver des réponses aux questions suivantes : Et si la révolution de 1830 n’avait pas eu lieu ?  Et si Léopold II n’avait pas colonisé le Congo ?  Ou encore Et si la Belgique de Léopold III avait adopté une forme politique similaire au régime de Vichy durant la Seconde Guerre mondiale ?

## Usages et temporalités

### Usages
Les usages de la pratique contrefactuelle sont variés, il est possible d'en dénombrer six. Ils permettent une réflexivité, une contextualisation, la mise en avant d’interdépendances, mais aussi une mise en intrigue et la mise en avant de futurs non advenus et de possibles du passé.

### Temporalités
Trois temporalités peuvent être employées: courte, moyenne et longue. Tout d'abord, plus la temporalité sera longue, plus la démarche devient une création littéraire, une réflexion philosophique ou encore un jugement moral. Ensuite la temporalité moyenne se révèle plus propice à une utilisation en analyse économique et en théorie de relations internationales. La temporalité courte quant à elle est plus appréciée par les historiens et plus utile car elle répond aux exigences de l'enquête, aux déplacements des perspectives, à l’ouverture des regards et à l'élargissement du questionnaire.
C’est donc une source de réflexivité se basant sur un mode scientifique, ludique et politique. Elle peut  être utilisée pour tester l’alliance entre exigence théorique des sciences sociales et liberté narrative de la fiction. 

## Une démarche qui ne fait pas l'unanimité

### Débats et détracteurs
L’historien français, Guillaume Berthier de Sauvigny qualifiait cette démarche de “Domaine périlleux de l’histoire conjecturale”. En effet, le recours au contrefactuel a toujours été perçu avec méfiance par les chercheurs, voire parfois considéré comme inutile, indigne de la pratique historique car ne se basant sur aucune source. L'historien britannique Niall Fergusson a renversé ce consensus dans les années 1990 sans pour autant permettre un succès de la pratique en dehors du cadre anglo-saxon. La démarche semble de prime abord, contraire à la discipline historique même, car elle remet en question les vérités situés que cherche l’histoire. De nombreux débats eurent lieu, pouvant considérer l’histoire contrefactuelle comme une pratique historique sympathique mais vaine, à placer à l’écart de la discipline historique car porteuse de brouillages conceptuels et émotionnels. Elle peut également réifier et figer des phénomènes sociaux dynamiques et incertains. L'un des arguments récurrents est également que l’histoire doit se focaliser de ce qui est advenu non de ce qui n’a pas eu lieu. Le réel étant suffisamment riche en perspectives de recherches. L'absence de sources peut aussi engendrer des présupposés ou des impensés politiques, abimant l’exigence propre au travail d’historien. De plus, l’histoire se définissant par les sources, les traces laissés que sont les archives, la démarche contrefactuelle engendre un flou épistémologique, en tension entre science et fiction (le curseur entre les deux pouvant varier fortement d’un historien à l’autre). De plus, en soumettant le même "turning point", le même point de divergence à plusieurs historiens les résultats seraient probablement différents, offrant plusieurs versions de l'histoire possible.
À l'inverse, il est possible de défendre la pratique en se basant sur la pensée de Friedrich Nietzsche. En effet, ce dernier considérait la pratique comme « cardinale », car elle permet de déplacer les cadres de productions historiques.
La question reste  donc en suspens bien qu'il s’avère que cette pratique  engendre des problèmes  à la fois épistémologiques, méthodologiques et pédagogique. Cela pose également problème car la réflexion autour de la démarche contrefactuelle provoque un retour au sujet épineux du rapport entre l’historien et la fiction qu'il se doit  d'exclure de son champ d'analyse.
Il est tout de même à rappeler que la pratique est courante à petite échelle en tant que digression, de quelques lignes parfois dans les travaux d’historiens. L’historien français Raymond Aron avait par exemple évoqué le fait que les historiens pour expliquer ce qui fut, se sont également demandés ce qui aurait pu être.

### Désintérêt francophone pour la pratique
La démarche contrefactuelle  est assez ignorée dans l’espace de production historique francophone. Les historiens ayant tendance à volontiers reconnaître le caractère ludique de la démarche tout en disqualifiant sa pertinence méthodologique. L'intérêt minime du Virtual History de Fergusson en est un exemple, là où la pratique se démocratise depuis une trentaine d’années chez les historiens anglophones. Cela peut également s’expliquer par le peu de traductions françaises effectués sur ces sujets scientifiques à l’inverse d’une traduction foisonnantes pour les fictions uchroniques.

### Remise en question de la pratique
À partir des années 1970, la pratique fut utilisée, en Inde, dans un cadre pédagogique souvent sous un angle nationalistes. En effet, la pratique y était devenu, dès son indépendance, un genre à part entière, permettant d'alimenter les débats sur une puissance Indienne qui aurait pu se développer sans la colonisation.
De même, les travaux se multiplient depuis le début du siècle, parfois au service d’une vision néo-conservatrice, c’est ce qui ressort, par exemple, des travaux de Fergusson. La fascination pour le révolu, la nostalgie et l’emploi idéologique qui peut en être fait sont donc des points problématiques à la reconnaissance de cette pratique. Un usage critique du contrefactuel en prenant en compte ses vertus et ses limites est donc favorisé, la démarche étant consciemment ou non, utilisée comme un outil à la disposition des chercheurs.
Avoir recours au contrefactuel peut également provoquer une démarche où se réécrit l’histoire nationale, avec comme idée que ce qui définit l’histoire, ce sont les "grands hommes" et les batailles, les conflits de manière général (c'est ce qui ressort majoritairement des travaux contrefactuels). Les inventions techniques ou scientifiques étant généralement subordonnés aux premiers éléments cités. C’est aussi un piège, car en récrivant l’histoire, cela touche l’histoire collective et personnelle. Réécrire le passé c’est se réécrire soit même, ainsi il devient plus simple de perdre en objectivité.

## Usage du contrefactuel dans les sciences sociales
La démarche contrefactuelle a également eu une influence notable sur les sciences sociales, comme en économie ou encore en sociologie. Le sociologue allemand Max Weber théorise en 1906 l’approche contrefactuelle dans Essais sur la théorie de la science. Il y développe l’idée que cette démarche permet à l’histoire d’obtenir son statut de science. L’influence de Weber fut forte sur les expérimentations contrefactuelles suivantes dans les sciences sociales. Entre autres, il est possible de citer la cliométrie, une branche de la science économique qui se base sur cette pratique.
Dans ces disciplines, la pratique  du contrefactuel est également remise en question. En effet, le sociologue Jean Claude Passeron avait considéré la pratique des sciences sociales comme "non popérienne". "Popérien" signifiant basé sur des lois immuables, obéissant aux lois de la physique et basé sur la pensée de Karl Popper. Pour Passeron, les sciences sociales ont leur propre espace de scientificité car elles multiplient les théories et les modes de description avec des enquêtes empiriques. La pratique du contrefactuel dans ces disciplines reprend donc certains aspects tout en semblant sortir de ce champ d’analyse.